# Saâda (kommun)
Saada (franska: Saada (CR), Saada (Commune Rurale), arabiska: الأوداية) är en kommun i Marocko.   Den ligger i prefekturen Marrakech och regionen Marrakech-Safi, i den centrala delen av landet, 290 km söder om huvudstaden Rabat. Antalet invånare är 39 061.